# Suphisellus binotatus
Suphisellus binotatus là một loài bọ cánh cứng trong họ Noteridae. Loài này được Fleutiaux & Sallé miêu tả khoa học đầu tiên năm 1890.